# Santiago de la Frontera
Santiago de la Frontera es un distrito del municipio de Santa Ana Oeste del departamento salvadoreño de Santa Ana en la zona occidental. Está ubicado a 98 km de la capital. 
Tiene una extensión territorial de 44.22 km², con una población 5 017 habitantes, para su administración se divide en 6 cantones y 22 caseríos.
| Censo | Población | Cambio | Porcentaje |
| ----- | --------- | ------ | ---------- |
| 2007  | 5 196     | N/D    | N/D        |
| 2024  | 5 017     | -179   | -3.4%      |

Actualmente el alcalde es Jorge Alberto Castro Valle.

## Historia
Santiago de la Frontera fue fundado por los españoles en 1770, desde 1786 perteneció al distrito de Metapán que pertenecía a la Intendencia de San Salvador. 

### Pos-independencia
Desde 1824 perteneció al departamento de Sonsonate hasta 1855 cuando se creó el departamento de Santa Ana.
En la primera mitad del año 1848, se introdujo una partida de Guatemala al valle de Santiago.
En el año de 1853, el valle de Santiago, que pertenecía al distrito de Santa Ana, tuvo un ingreso en sus cuentas de 41 pesos provenientes de 31 pesos por el ramo de multas y 10 por el ramo de beneficencia, y un total de gastos de 41 pesos.
A finales de junio de 1854, se estaba abriendo una calle para unir dos barrios. Para septiembre, se reformó y pintó el altar de la iglesia, se limpiaron los solares y se habían compuesto los caminos. Para octubre, se estableció una escuela privada.
Para el 29 de octubre de 1857, se había concluido un cabildo de teja de dieciocho varas de largo con un corredor.
En 1855 aún no tenía el título de pueblo; en un informe municipal del 31 de octubre de 1858 aparece con la categoría de pueblo, pero se desconoce la fecha en que obtuvo el título.
En el informe del gobernador del departamento de Santa Ana, Teodoro Moreno, hecho en el 31 de diciembre de 1858, se informó que se estaban mejorando sus cárceles con algunos reparos.
En el año de 1860, el municipio tenía en su territorio 7 trapiches, 24 suertes de caña, 30 árboles de cacao en plantío y 500 árboles de café en plantío; había una escuela de niños bajo el precepto de don Buenaventura Chinchilla y con 28 estudiantes; los fondos municipales tenían un ingreso de 208 pesos con 1 real y un egreso de 116 pesos con 4½ reales, dejando la municipalidad con 91 pesos con 4½ reales existentes.
En el informe del gobernador Moreno hecho en el 15 de enero de 1862, se informó: que se estaba edificando la casa de escuela; había 28 niños asistiendo a la escuela de niños dirigida por don José María Cruz cuya dotación era de 6 pesos; la población era de 1,193 habitantes; para el año de 1861, los ingresos de la municipalidad eran 218 pesos 2 reales y los egresos eran 207 con 1½ reales quedando con una existencia de 11 pesos ½ real. Tenía 7 trapiches, 16 suertes de caña, 52 árboles de cacao, y 12 árboles de café en cosecha. En términos de producciones, en 1861 se produjeron 42 quintales de azúcar, 6 zurrones de añil, 6 quintales de miel, 18 quintales de rapadura, 12 quintales de maceteadura, 1 quintal de aventadura, 324 quintales de arroz, 43 fanegas de frijol, 7 quintales de almidón, 623 fanegas de maíz, 3 quintales de algodón (era el único municipio que reportó producción de algodón) y 6 quintales de cal.
El alcalde electo para el año de 1863 era el señor don Salvador Rodríguez.
Los frutos naturales que produjo la cosecha del año 1866 fueron 135 arrobas de azúcar, 8 tercios de añil, 48 arrobas de algodón, 1,572 fanegas de maíz, 48 fanegas de frijoles y 131 arrobas de arroz. Para 1867, había 4 trapiches de madera. En su jurisdicción había 3 casas de teja, 150 de paja, 1 edificio público y 1 escuela de niños. Las profesiones en Santiago eran 159 agricultores, 1 carpintero, 1 escribiente, 1 filarmónico, 3 sastres y 1 zapatero. Los oficios de mujeres eran 6 costureras, 6 cigarreras, 3 cocineras, 2 dulceras, 2 floreras, 3 lavanderas, 189 molenderas, 5 panaderas, 2 pureras, 4 planchadoras y 12 tejedoras. La población para el 1 de febrero de 1867 era 710 habitantes.
En todo el año de 1867, el sector agrícola del municipio produjo 195 arrobas de azúcar.
En la visita del gobernador de Santa Ana, Narciso Avilés en el 30 de abril de 1878, se visitó a las escuelas de niños y niñas donde se notó "mucho progreso y un orden poco común en pueblos de aquella clase, principalmente en la Escuela de niñas, cuyo número de alumnas ascendía a 45." Durante la visita, se acordó que la municipalidad provea los muebles que carecían en la escuela de niños, que se aumente el sueldo a la directora de la escuela de niñas de 8 pesos a 10 pesos, que el preceptor de la escuela de niños pase a la de niñas para dar las clases de escritura, aritmética y gramática, y se recomendó el cumplimiento de las leyes de policía, mandando cumplir dentro de un mes la ley sobre matrícula de armas de caza.
El alcalde en el año 1880 era Francisco González. En el 11 de octubre de 1880 el gobierno de Rafael Zaldívar emitió una cuarta ley de jurados, y en el 19 de noviembre se reunió en Santa Ana la junta calificadora de jurados para el año de 1881 compuesta de los alcaldes de Metapán, Santiago de la Frontera y Masahuat, y el gobernador. Esta junta fue la primera en publicar la lista de jurados para sus jurisdicciones en el Diario Oficial; en la lista, se ve que el pueblo de Santiago de la Frontera tenía un total de 137 ciudadanos elegibles para ser jurados inscritos en los libros de registros municipales, y de estos fueron nominados 14.
De acuerdo al censo escolar completado por la Oficina Central de Estadística en septiembre de 1883, había 461 niños y niñas de 7 a 15 años en su jurisdicción (incluyendo San Antonio Pajonal), habiendo 219 en el pueblo de Santiago, 16 en el Valle La Flor, 36 en el de Santa Cruz, 34 en Chilamates, 66 en Piletas y Danta y 90 en San Antonio.
En el 1 de marzo de 1890, el inspector de educación pública y primaria en la sección de Santa Ana y Ahuachapán, F. E. Boquín se encontró en Valle de Santiago; notó la urgente necesidad de cambiar los directores de las escuelas "por ser sus conocimientos nulos en la materia de enseñanza", las escuelas, especialmente la de niñas, carecían de bancos y otros útiles; como la municipalidad no poseía fondos y los padres de familia no podían contribuir para proporcionar enseres para las escuelas, hizo un llamamiento al gobierno para que designen unos 500 pesos para la construcción de muebles para repartirlos en los pueblos que se hallaban en estas condiciones.
Según el Inspector de Educación Pública Primaria bachiller don Vicente A. Loucel, en para septiembre de 1894 la escuela de niños dirigida por don Ignacio Barrientos tenía una concurrencia de 28 alumnos de 40 matriculados y la escuela de niñas dirigida por Juana de Dios Guzmán tenía una asistencia de 25 de 35 matriculadas, ambos directores son descritos como dedicados.
Según el informe hecho en el 12 de agosto de 1895 por el señor Jesús G. Escobar de los exámenes de las escuelas del departamento que tuvieron lugar del 14 al 25 de julio, había 34 alumnos en la escuela de niños dirigida por don Ignacio Barrientos, y 24 alumnas en la de niñas dirigida por doña Juana de Dios Guzmán, los alumnos de estas escuelas fueron calificados con la nota de regular; había además dos escuelas rurales de niños, una que contaba con 40 alumnos en el cantón San Antonio (Pajonal) dirigida por don Juan Vásquez, y otra con 20 niños en el cantón Santa Cruz dirigida por don Francisco Guevara, en ambas escuelas rurales se notó aprovechamiento.
En el primer semestre de 1900 había 45 alumnos matriculados en la escuela de varones, pero hacía falta la escuela de niñas; había aún en su jurisdicción dos escuelas rurales, una con 25 alumnos y otra con 20; todas estas eran calificadas como regular en los exámenes semestrales.
El informe del gobernador departamental de Santa Ana hecho en el 28 de julio de 1902 describe que en el mes de enero del mismo año fue concluida la construcción de un edificio destinado para una escuela de niñas, pero por falta de los fondos necesarios no se podían emprender otras obras que faltaban atender.
Para 1908, tenía una población de 2,700 habitantes que se dedicaban, en su mayoría, al cultivo de maíz y engorde de cerdos.
En el febrero de 1909, la población estaba sufriendo de una "epidemia variolosa" y estaba bajo un cordón sanitario que lo separó del resto de la república. Según el una correspondencia de Santa Ana firmada por un señor Muñoz en el Diario del Salvador del 23 de febrero, estaban «sufriendo necesidades con la escasez de víveres». El Diario Oficial del 25 de febrero desmintió la correspondencia con la publicación de telegramas hechos por los señores Benjamín Rodríguez y Emilio Belismelis en el 24 de febrero al presidente de la Cruz Roja. El primer señor Rodríguez, que había llevado medicinas y útiles al Lazareto de la población, aseguró que "su asistencia hoy nada deja qué desear" y que llevó víveres como café, azúcar, sal, almidón, arroz, frijoles y dos sacos de cal los cuales fueron repartidos gratis a todas las personas, tomando en cuenta el número de personas en cada familia y que seguían más carretas con víveres.
En el 15 de febrero de 1913, durante la presidencia de Carlos Meléndez, el poder ejecutivo decretó una Tarifa de Arbitrios a favor de la municipalidad de Santiago de la Frontera, esta fue publicada en el Diario Oficial en el 21 de febrero y comenzó a regir el 1 de marzo.

## Demografía
Según el censo de 2007, la población se divide de la siguiente manera:
| Total | Total   | Total   | Área   | Área    | Área    | Área  | Área    | Área    |
| Total | Total   | Total   | Urbana | Urbana  | Urbana  | Rural | Rural   | Rural   |
| Total | Hombres | Mujeres | Total  | Hombres | Mujeres | Total | Hombres | Mujeres |
| ----- | ------- | ------- | ------ | ------- | ------- | ----- | ------- | ------- |
| 5196  | 2514    | 2682    | 1436   | 683     | 753     | 3760  | 1831    | 1929    |

### Evolución
Según el Arzobispo Pedro Cortés y Larraz, para 1770 el Valle de Santiago tenía una población de 258 personas con 43 familias.
Según el censo de población del Departamento de Santa Ana de 1867, el estado de la población era el siguiente:
| Hombres de 15 a 50 años | Hombres de 15 a 50 años | Hombres de 15 a 50 años | Mujeres de 15 a 50 años | Mujeres de 15 a 50 años | Mujeres de 15 a 50 años | Menores de 15 años | Menores de 15 años | Total |
| Solteros                | Casados                 | Viudos                  | Solteras                | Casadas                 | Viudas                  | Hombres            | Mujeres            | Total |
| ----------------------- | ----------------------- | ----------------------- | ----------------------- | ----------------------- | ----------------------- | ------------------ | ------------------ | ----- |
| 114                     | 83                      | 13                      | 126                     | 83                      | 25                      | 110                | 116                | 710   |

| Total | Hombres | Mujeres |
| ----- | ------- | ------- |
| 390   | 201     | 189     |

El censo escolar de 1882 daba la población de jóvenes entre las edades de 7 y 15 años:
| Población       | Varones | Hembras | Total |
| --------------- | ------- | ------- | ----- |
| Santiago        | 106     | 113     | 219   |
| La Flor         | 8       | 8       | 16    |
| Santa Cruz      | 17      | 19      | 36    |
| Chilamates      | 16      | 18      | 34    |
| Piletas y Dante | 35      | 31      | 66    |
| San Antonio     | 50      | 40      | 90    |
| Totales         | 232     | 229     | 161   |